# Ярославский поход Мстиславичей (1149)
Поход Мстиславичей в Северо-Восточную Русь (1149) — эпизод междоусобной войны между Изяславом Мстиславичем и Юрием Долгоруким, а также их союзниками, в котором Изяслав предпринял вторжение в княжество Юрия, разорил земли по Волге, но из-за уклонения Юрия от прямого столкновения кампания имела неясный исход.
Изяславу удалось привлечь новгородцев к походу благодаря тому, что в 1147 году Юрий Долгорукий разорял окрестности Торжка и земли по р.Мсте, после чего вопрос о новгородских данях стал одним из основных пунктов противоречий между Изяславом и Юрием.

## Ход событий
В устье Медведицы был назначен общий сбор, но на него явился только Ростислав Мстиславич с киевскими и смоленскими войсками. Чернигово-северские князья заняли выжидательную позицию, расположившись вблизи своих северо-восточных границ в вятичских лесах.
От устья Медведицы союзники прошли на Углич, затем к устью Мологи, а оттуда Изяслав пустил войска грабить окрестности Ярославля. Это было точкой максимального продвижения союзников. Дальнейшему походу мешало весеннее потепление (кони по живот проваливались в снег). В отличие от 1135 года, Юрий не принял боя. Однако после этих событий он развернул активные действия на юге, приведшие к занятию им сначала Переяславля, а затем и Киева (впервые).